# Абрау
Абрау — найбільше прісноводе озеро Краснодарського краю. Його довжина понад 2600 м, найбільша ширина 600 м, площа 1,6 км².
Озеро таїть в собі загадки, пов'язані з походженням. Одні учені припускають, що улоговина утворилася в результаті карстового провалу, інші, що озеро є залишком стародавнього Кімерійського прісноводого басейну, треті пов'язують це з величезними обвалами.
На березі розташоване селище Абрау-Дюрсо.